# Hornmist
Als Hornmist (auch Präparat 500) wird ein sogenanntes Präparat in der biologisch-dynamischen Landwirtschaft bezeichnet.

## Herstellung und Verwendung

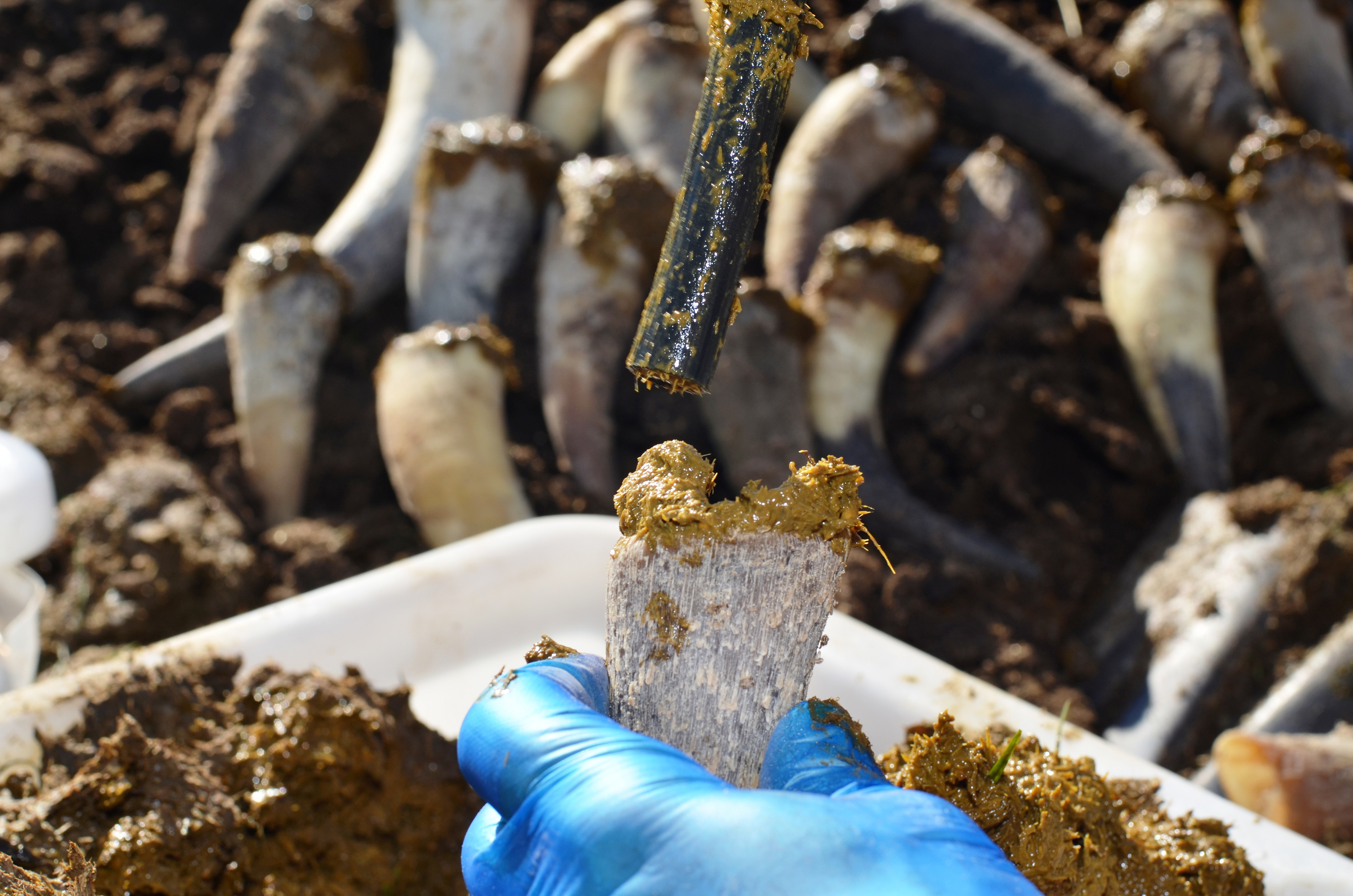
Die Hörner werden vor dem Vergraben mit frischen Exkrementen gefüllt

Zur Gewinnung des Präparats wird eine kleine Handvoll frischen Kuhmists in das ausgehöhlte Horn einer toten Kuh gefüllt. Dieses wird in der Erde vergraben; die Ausbringung erfolgt vorzugsweise bei Vollmond (im Gegensatz zu Hornkiesel, welche bei Neumond vergraben werden sollten). Das mit Mist gefüllte Kuhhorn muss nun für eine bestimmte Zeit im Boden verbleiben. Danach wird der Inhalt des Kuhhorns in einem Eimer Wasser verrührt und vom Landwirt über einem Hektar Acker versprüht.

## Wirksamkeit
Es gibt keine Nachweise für eine Wirksamkeit, die den Anforderungen der modernen Wissenschaft genügen würden. Aus naturwissenschaftlicher Sicht ist die vermeintliche Wirkweise (s. u.) nicht nachvollziehbar bzw. pseudowissenschaftlich.

## Vermeintliche Wirkweise
Eine Wirkung dieses Präparates wird aus Sicht der Lehrmeinung der Anthroposophie behauptet, die von Rudolf Steiner  begründet wurde. Das Präparat soll „die kosmischen Kräfte des Bodens“ aktivieren und der Wirkung eines warmen Regens entsprechen.
Steiner selbst sprach beim vierten Vortrag seines Landwirtschaftlichen Kurses zur Düngungsfrage am 12. Juni 1924 in Koberwitz:

„Nehmen wir Dünger, wie wir ihn bekommen können, stopfen wir damit ein Kuhhorn aus und geben wir in einer gewissen Tiefe ich will sagen etwa dreiviertel bis einhalb Meter tief wenn wir einen unten nicht zu tonigen oder zu sandigen Boden haben - das Kuhhorn in die Erde. Wir können ja einen guten Boden dazu, der nicht sandig ist, auswählen. Sehen Sie, dadurch, daß wir nun das Kuhhorn mit seinem Mistinhalt eingegraben haben, dadurch konservieren wir im Kuhhorn drinnen die Kräfte, die das Kuhhorn gewohnt war, in der Kuh selber auszuüben, nämlich rückzustrahlen dasjenige, was Belebendes und Astralisches ist. Dadurch, daß das Kuhhorn äußerlich von der Erde umgeben ist, strahlen alle Strahlen in seine innere Höhlung hinein, die im Sinne der Ätherisierung und Astralisierung gehen.“

Kuhmist enthält eine Vielzahl von Mikroorganismen, die prinzipiell in feiner Verteilung über den Boden die „Kleinstlebewelt“ anregen können, in hoher Konzentration aber ein Infektionsrisiko für Tier und Mensch darstellen.